# Droga krajowa nr 49 (Polska)
Droga krajowa nr 49 (DK49) – droga krajowa klasy G przebiegająca przez województwo małopolskie o długości 24 km z Nowego Targu do granicy ze Słowacją w Jurgowie. Przed 2000 rokiem przebiegała z Opola do Pszczyny, przez Racibórz, Rybnik i Żory.

## Dopuszczalny nacisk na oś
Od 13 marca 2021 roku na całej długości drogi dozwolony jest ruch pojazdów o nacisku pojedynczej osi napędowej do 11,5 tony.

### Do 13 marca 2021 r.
Wcześniej droga krajowa nr 49 była objęta ograniczeniami dopuszczalnego nacisku pojedynczej osi:
| Znak                                       | Dopuszczalny nacisk | Lata obowiązywania | Odcinek                                            |
| ------------------------------------------ | ------------------- | ------------------ | -------------------------------------------------- |
| Tabliczka DK49 o biało-czarnym obramowaniu | do 10 ton           | 2012–2021          | Nowy Targ () – Czarna Góra ()                      |
| Tabliczka DK49 o czarnym obramowaniu       | do 8 ton            | do 2012            | Nowy Targ – Czarna Góra – Jurgów – granica państwa |
| Tabliczka DK49 o czarnym obramowaniu       | do 8 ton            | 2012–2021          | Czarna Góra () – Jurgów – granica państwa          |

## Historia numeracji
Na przestrzeni lat trasa posiadała różne oznaczenia i klasyfikacje:

| Numer | Przebieg                                               | Lata obowiązywania | Źródło | Klasyfikacja                  | Uwagi                                                                   |
| ----- | ------------------------------------------------------ | ------------------ | --- | ----------------------------- | ----------------------------------------------------------------------- |
| ?     | Nowy Targ – Bukowina Tatrzańska – Czarna Góra – Jurgów | ? – 1986           | - Mapa samochodowa Polski 1:1 000 , Warszawa: Państwowe Przedsiębiorstwo Wydawnictw Kartograficznych, 1962. Brak numerów stron w książce - Atlas samochodowy Polski 1:500 000. Wyd. IV. Warszawa: Państwowe Przedsiębiorstwo Wydawnictw Kartograficznych, 1965. Brak numerów stron w książce - Mapa samochodowa Polski 1:1 000 , wyd. jedenaste, Warszawa: Państwowe Przedsiębiorstwo Wydawnictw Kartograficznych, 1972. Brak numerów stron w książce - Samochodowy atlas Polski 1:500 000. Wyd. V. Warszawa: Państwowe Przedsiębiorstwo Wydawnictw Kartograficznych, 1979. ISBN 83-7000-017-7. Brak numerów stron w książce - Samochodowy atlas Polski 1:500 000. Wyd. IX. Warszawa: Państwowe Przedsiębiorstwo Wydawnictw Kartograficznych, 1985. Brak numerów stron w książce | droga drugorzędna, droga inna | 1. klasyfikacja na podstawie źródła 2. nieznana numeracja przed 1986 r. |
| 49    | Opole - Racibórz - Pszczyna                            | 14 II 1986 – 2000  | - Uchwała nr 192 Rady Ministrów z dnia 2 grudnia 1985 r. w sprawie zaliczenia dróg do kategorii dróg krajowych (M.P. z 1986 r. nr 3, poz. 16) - Mapa samochodowa Polski 1:700 000, wyd. 1, Szczecin: Wydawnictwo Kartograficzne KOMPAS, 1996–1997, ISBN 83-904373-2-5. Brak numerów stron w książce - Mapa samochodowa Polski 1:700 000, wyd. II zmienione i poprawione, Szczecin: Wydawnictwo Kartograficzne KOMPAS, 1997–1998, ISBN 83-904373-3-3. Brak numerów stron w książce - Rozporządzenie Rady Ministrów z dnia 15 grudnia 1998 r. w sprawie ustalenia wykazu dróg krajowych i wojewódzkich (Dz.U. z 1998 r. nr 160, poz. 1071) – wykaz dróg krajowych przed rokiem 2000                                                                                                |                               |                                                                         |
| 97    | Nowy Targ – Czarna Góra – Jurgów – granica państwa     | 14 II 1986 – 2000  | - Uchwała nr 192 Rady Ministrów z dnia 2 grudnia 1985 r. w sprawie zaliczenia dróg do kategorii dróg krajowych (M.P. z 1986 r. nr 3, poz. 16) - Mapa samochodowa Polski 1:700 000, wyd. 1, Szczecin: Wydawnictwo Kartograficzne KOMPAS, 1996–1997, ISBN 83-904373-2-5. Brak numerów stron w książce - Mapa samochodowa Polski 1:700 000, wyd. II zmienione i poprawione, Szczecin: Wydawnictwo Kartograficzne KOMPAS, 1997–1998, ISBN 83-904373-3-3. Brak numerów stron w książce - Rozporządzenie Rady Ministrów z dnia 15 grudnia 1998 r. w sprawie ustalenia wykazu dróg krajowych i wojewódzkich (Dz.U. z 1998 r. nr 160, poz. 1071) – wykaz dróg krajowych przed rokiem 2000                                                                                                | droga krajowa                 | przejście graniczne otwarto w 1996 r.                                   |
| 49    | Nowy Targ – Czarna Góra – Jurgów – granica państwa     | od 2000            | - Zarządzenie nr 6 Generalnego Dyrektora Dróg Publicznych z dnia 9 maja 2000 r. w sprawie nowych numerów dróg krajowych [online], Rzeczpospolita, 4 lipca 2000. - Polska 2016: mapa samochodowa 1:700 000, wyd. XXVII, Dom Wydawniczy PWN, 2016, ISBN 978-83-7705-942-5. Brak numerów stron w książce - Polska 2017: atlas samochodowy 1:200 000 dla profesjonalistów. Dom Wydawniczy PWN, 2017. ISBN 978-83-7705-978-4. Brak numerów stron w książce | droga krajowa                 | zobacz informacje dla ruchu ciężkiego                                   |

## Szczegóły przebiegu
Po oddzieleniu się od "zakopianki" (DK47) i wyjeździe na południowy wschód z Nowego Targu biegnie głównie przez duże podhalańskie wsie. Mimo swojej niewielkiej długości, odgrywa dosyć ważną rolę, bowiem jest jedyną drogą krajową prowadzącą do granicy państwowej w tym niezwykle często uczęszczanym przez turystów regionie. Kontynuacją drogi nr 49 na terenie Słowacji jest lokalna droga o długości 3 km prowadząca do miejscowości Podspády, gdzie łączy się ze słowacką drogą nr I/66. Tuż przed granicą ze Słowacją, po polskiej stronie, znajduje się znak zakazu ruchu samochodów ciężarowych o dopuszczalnej masie całkowitej przekraczającej 7,5 tony.

## Miejscowości leżące na trasie DK49

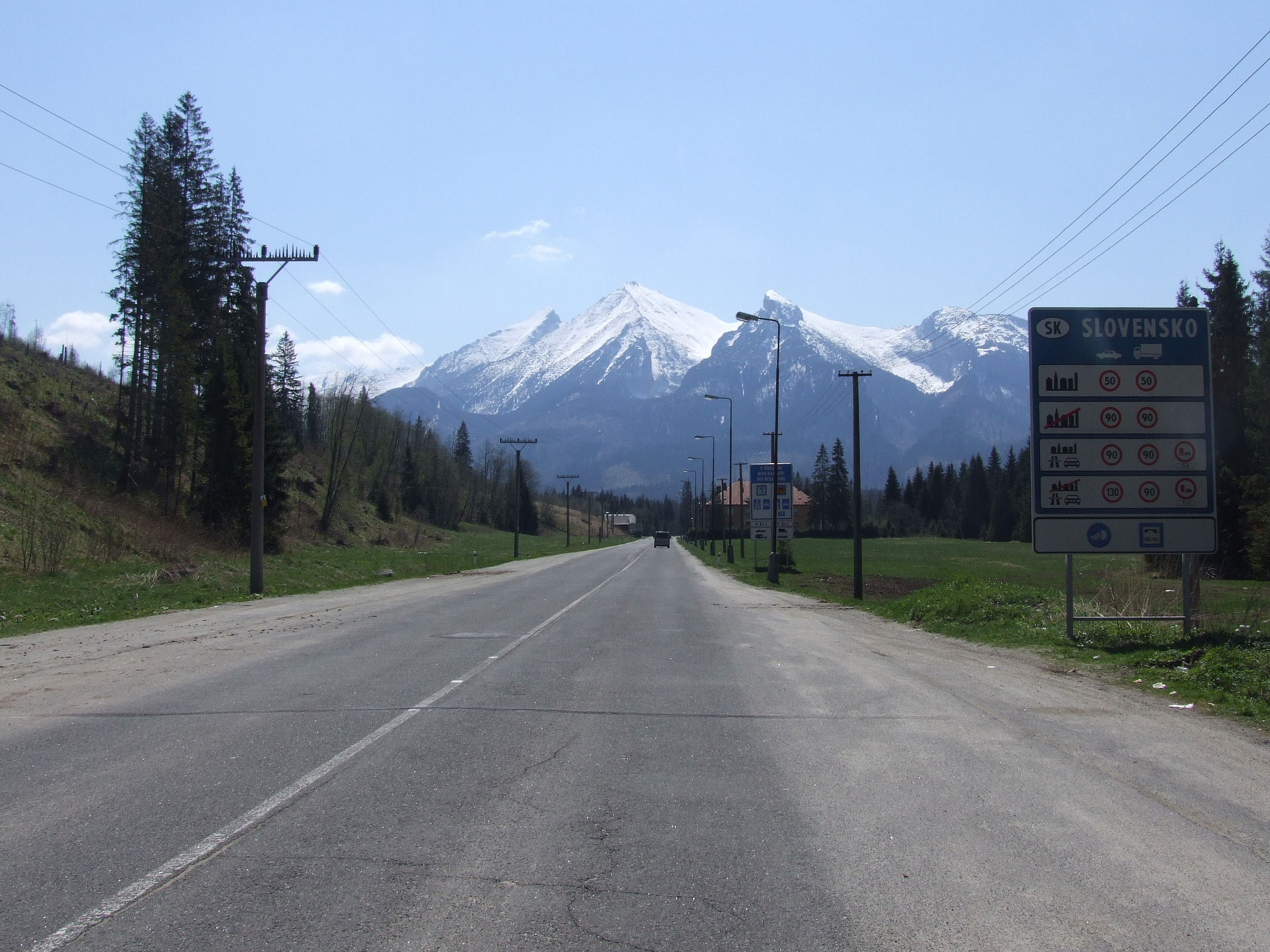
Przedłużenie drogi nr 49 na terenie Słowacji, tuż za granicą. W tle Tatry Bielskie.

- Nowy Targ (DK47, DW957, DW969)
- Gronków
- Groń
- Białka Tatrzańska
- Bukowina Tatrzańska (DW960)
- Czarna Góra
- Jurgów – granica ze Słowacją